# Хојхлинген
Хојхлинген (њем. Heuchlingen) општина је у њемачкој савезној држави Баден-Виртемберг. Једно је од 42 општинска средишта округа Осталб. Према процјени из 2010. у општини је живјело 1.858 становника. Посједује регионалну шифру (AGS) 8136029.

## Географски и демографски подаци
Хојхлинген се налази у савезној држави Баден-Виртемберг у округу Осталб. Општина се налази на надморској висини од 402 метра. Површина општине износи 9,0 km². У самом мјесту је, према процјени из 2010. године, живјело 1.858 становника. Просјечна густина становништва износи 206 становника/km².